# Pornographie alimentaire

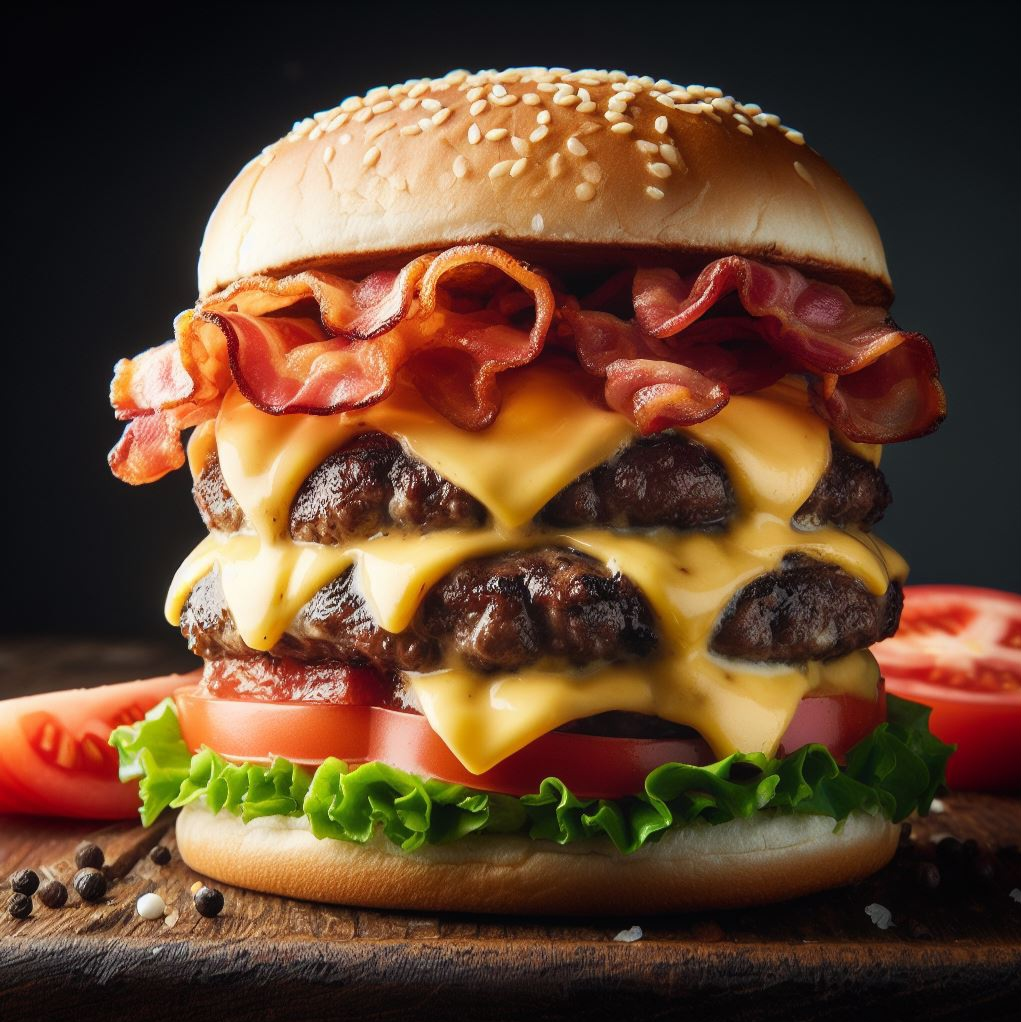
Hamburger

La pornographie alimentaire ou food porn est une représentation visuelle de préparation de repas ou de plat dans les publicités télévisées, les blogs et les émissions culinaires ou dans d’autres médias visuels, c'est un culte à la nourriture. Ces aliments prônent un excès de gras et de calories, et donnent envie de manger ou définissent la nourriture comme un substitut au sexe. La pornographie alimentaire prend souvent la forme de photographies provocantes, à la manière des photographies « sexy » ou pornographiques.

## Histoire
Le terme apparut pour la première fois aux États-Unis dans le livre Female Desires de Rosalind Coward, en 1984. Selon elle, la pornographie alimentaire résulte de l'acte de cuisiner de jolis plats, accentué par les photographies mettant en valeur les aliments dans les publicités de l'industrie agroalimentaire ou dans les livres de recettes. Elle écrit : 
"Cuisiner des aliments et les présenter de manière esthétique est un acte de servitude. C'est une manière d'exprimer son affection à travers un don... Le fait que nous aspirions à produire des aliments parfaitement bien préparés et présentés témoigne d'une participation volontaire et enthousiaste au service des autres. La pornographie alimentaire étaye parfaitement ces interprétations relatives à la préparation des aliments" (p. 103).

C’est important de comprendre que le terme de pornographie alimentaire ne fait pas toujours allusion à un contenu pornographique au sens « sexuel » du terme. Aux États-Unis, la pornographie alimentaire est un terme appliqué pour désigner :
"Les industriels de l'agroalimentaire profitent d'un retour de bâton contre les aliments hypocaloriques et diététiques en commercialisant des produits à forte teneur en matières grasses et à fort potentiel d'obstruction des artères".
L’origine du terme est attribuée au Center for Science in the Public Interest qui commence à publier une chronique quotidienne intitulée « Right Stuff vs Food Porn »(Nourriture saine vs Food Porn) pour Nutrition Action Healthletter en janvier 1998,.
Au Royaume-Uni, le terme devient populaire dans les années 1990 grâce à l’émission culinaire Two Fat Ladies (en).

## Économie
Photographier sa nourriture est devenu une des normes pour les jeunes générations du monde entier.
Une étude de YPulse montre que 63 % de la population entre 13 et 30 ans poste leur nourriture sur les réseaux sociaux alors qu’ils sont en train de manger.
De plus, 57 % de la population du même âge ajoute des informations sur le contenu de leur assiette. D’après les statistiques, l’alimentaire et les réseaux sociaux se mettent en relation pour créer des stratégies de vente. Les usagers utilisent le hashtag #foodporn sans le vouloir, ce phénomène aide l’industrie alimentaire à collecter les données des utilisateurs et à identifier leurs besoins. Le nombre de photographies alimentaires portant le hashtag "#foodporn" atteint presque les 90 millions.
Le « foodporn » a des effets bénéfiques pour les restaurateurs, mais le « foodporn » est aussi une tendance qui divise les gastronomes et les épicuriens,,.

## Communauté
Le terme « pornographie alimentaire » a bien changé depuis sa première définition.
Les articles de journaux mentionnaient la pornographie alimentaire à la fin des années 1970. Le terme « foodporn » était utilisé d’une façon littérale pour désigner la nourriture mauvaise à la consommation de l’Homme. Directement interprété comme un terme sexuel, son usage a pris une nouvelle signification et a été utilisé pour décrire une nourriture esthétiquement attirante.
La signification actuelle est née il y a une décennie, avec le « boom » des réseaux sociaux. Au début des années 2000, la définition a évolué en « sorte de repas que l’on reconnaît à sa présentation ». Ce désir de représentation a inondé Internet, ayant des effets notables sur les médias sociaux qui offrent la possibilité d'afficher, comme Instagram, Flickr, Snapchat, Facebook et Twitter. La popularité de la pornographie alimentaire est engendrée par la création d’une véritable communauté.
L'utilisation des hashtags que les utilisateurs de ces sites détourne permet de connecter les gens au sujet de la nourriture, nourriture qui reflète les cultures, les calories, la présentation, la préparation, et tout ce qui ajoute à l'authenticité du repas photographié. En 2015, Instagram dévoile la carte mondiale de la communauté « foodporn ».

## Culture
Le terme « foodporn » se réfère donc aux images de nourriture que l’on trouve partout sur les médias de masse comme la télévision, les magazines culinaires, les blogs, les sites internet et les différentes plateformes de réseaux sociaux. La raison pour laquelle la pornographie alimentaire est relative à la culture est due au fait que les populations exposent leur nourriture de tous les jours. Le « foodporn » n’est pas spécifique aux plateformes de médias sociaux, il peut aussi appartenir à un encart dans les journaux ou les blogs. De plus, la nourriture pornographique est une expérience sociale, les barrières linguistiques qui existent dans la vie réelle et culturellement parlant peuvent être dépassées par cette nouvelle coutume de photographier son assiette. Le « foodporn » est utilisé collectivement par les utilisateurs connectés et n’excluent pas le partage avec les autres, mais certains pays comme l'Allemagne interdisent l'utilisation du terme ou du hashtag #foodporn sur les réseaux sociaux,

## Métaphore pornographique
La littérature et le cinéma contemporain relient constamment la nourriture à la sexualité. Des études historiques font le lien entre le fait de manger et le sexe, à travers l’évolution les hommes et les femmes se sont retrouvés autour de la nourriture et ont créé des liens et des descendances –deux besoins essentiels à la survie-. Aujourd’hui, une raison plus évidente existe dans la culture populaire entre le fait de manger et le fait de faire l’amour. Dans son livre Food: The Key Concepts (Nourriture : les concepts clés), Warren Belasco, dévoile cette sonorité particulière aux temps modernes entre la cuisine et la chambre à coucher : « Cette association fortement sexualisée entre manger et aimer rend difficile la pratique de l'ascétisme que suppose une alimentation responsable. Si les pâtisseries, le sucre, la graisse, la viande et le sel sont si étroitement liés aux expériences les plus agréables de la vie, qui voudrait les limiter ? »
La pornographie alimentaire n’est pas un supplément ni un substitut du sexe. Les images et les vidéos pornographiques dépeignent souvent un cadre de passion peu réaliste dont l'objet est de stimuler le désir et les fantasmes interdits – avec des images scandaleuses qui gagnent l'attention et la fascination pour la vie privée des autres, et le porno représente ces visions inaccessibles. Malheureusement, cette glorification du fantasme limite sévèrement la représentation du sexe pour les téléspectateurs. Par exemple, l'industrie de la pornographie a été critiquée pour avoir mis principalement des acteurs « blancs » en vedette, des acteurs hétérosexuels, et a donc participé à l'exclusion des personnes d'autres couleurs de peau ou d’autres sexualités. Le porno alimentaire fonctionne de la même façon, il idolâtre un repas coûteux ou inatteignable dans des restaurants exotiques qui, pour beaucoup, sont hors de portée financière. La pornographie alimentaire implique une accessibilité limitée, tandis que l’utilisateur se sentira désireux et frustré de ne pas pouvoir en manger.
Le porno alimentaire incarne une nouvelle métaphore pornographique soulignée par des représentations de hamburgers suintants et des sundaes, des brownies pris de haut ou sous un angle attrayant. La pornographie alimentaire glorifie un style de vie majoritairement riche notamment destiné à être stimulant mais réaliste, seule une partie des téléspectateurs pourrait effectivement consommer ces repas exposés aux yeux de tous.